# لي روس
لي روس (بالإنجليزية: Lee Ross) هو ممثل بريطاني، ولد في 1971 في المملكة المتحدة.

## وصلات خارجية
- لي روس على موقع IMDb (الإنجليزية)
- لي روس على موقع قاعدة بيانات الفيلم (الإنجليزية)